# عويس (اسم)
عويس هو اسم علم مذكر من أصل عربي، ومعناه هو تصغير عائس، وعاس يعوس طاف ليلًا، وعاس الذئب طلب شيئًا يأكله ليلًا فهو عائس.

## وصلات خارجية
- موسوعة السلطان قابوس لأسماء العرب نسخة محفوظة 5 أبريل 2019 على موقع واي باك مشين.